# Gaspard Corrette
Gaspard Corrette /ɡasˈpaʁ kɔˈʁɛt/ (1671 circa – prima del 1733) è stato un compositore e organista francese.

## Biografia
Poco si sa della sua vita. Figlio di Jean Corrette, maestro di danza, nasce verso il 1671 e si stabilisce - sempre che non ci sia nato - a Rouen, dove è titolare dell'organo della chiesa di sant'Erblando, poi, verso il 1720, si trasferisce a Parigi, dove si perdono le sue tracce. Da una nota sul contratto di matrimonio del figlio datato 29 dicembre 1732 si desume che sia morto prima del 1733.
È padre di Michel Corrette, compositore prolifico, violinista, insegnante, clavicembalista e organista.

## Opere
La sola opera che ci sia giunta è una messa dell'ottavo tono ecclesiastico pubblicata a Parigi nel 1703. Si tratta dell'ultima messa scritta nella grande tradizione francese fissata nel XVI secolo illustrata, fra gli altri, da Guillaume-Gabriel Nivers, François Couperin e Nicolas de Grigny.
Otto di questi pezzi sono stati accuratamente ricopiati nel manoscritto di Limoges.
Messe du 8e Ton pour l’Orgue à l’Usage des Dames Religieuses, et utile à ceux qui touchent l’orgue.
- Premier Kyrie - Grand Plein Jeu
- Fugue
- Cromhorne en Taille
- Trio à deux dessus
- Dialogue à deux Chœurs
- Gloria In Excelsis - Prélude à deux Chœurs
- Concert pour les Flûtes
- Duo
- Récit tendre pour le Nasard
- Dialogue de Voix humaine
- Basse de Trompette ou de Cromhorne
- Dessus de Tierce par accords
- Tierce en Taille
- Dialogue à deux Chœurs
- Graduel - Trio
- Offerte - Grand dialogue à trois Chœurs
- Premier Sanctus - Plein Jeu
- Second Sanctus - Duo
- Élévation - Cromhorne en Taille
- Plein Jeu à deux Chœurs pour le premier Agnus Dei
- Dialogue en Fugue, pour le Second Agnus Dei
- Deo Gratias - Grand Plein Jeu
- (Autre) Graduel - Basse de Trompette ou de Cromhorne
- (Autre) Élévation - Fond d’Orgue

## Discografia
- Gaspard Corrette. Messe du 8e ton pour l'orgue à l'usage des dames religieuses, suonata da Yves-G. Préfontaine all'organo storico Julien Tribuot (1699) nella chiesa di San Martino di Seurre, con i Chantres du Roy, ATMA classique, CD: ACD22345, 2004.
- Gaspard Corrette. Messe à l'usage d'une Abbaye Royale, suonata da Régis Allard all'organo storico (1631) della chiesa di San Michele di Bolbec, con l'ensemble vocale Ad Limina, Hortus, CD: Hortus 061, 2009.

### Esempi di ascolto
- Guibray Archiviato il 15 febbraio 2008 in Internet Archive. 4 estratti dalla Messa all'organo Parisot de N.-D. de Guibray.
- YouTube Tierce en Taille del Gloria, Pastor de Lasala all'organo Fernand Létourneau, op. 22 della Boys' Chapel du St Aloysius' College, Milsons Point, Sydney.
- YouTube Basse de Trompette del Gloria, Pastor de Lasala all'organo Fernand Létourneau, op. 22 della Boys' Chapel du St Aloysius' College, Milsons Point, Sydney.
- YouTube Messa completa (a partire da 3:08) suonata da Joseph Payne, organo Fisk dell'Università del Vermont, Burlington (Stati Uniti). Da Early French Organ Music, vol. 1, Naxos 8.553214 (1995).

| Controllo di autorità | VIAF (EN) 49487713 · ISNI (EN) 0000 0001 2264 4067 · CERL cnp01180578 · Europeana agent/base/161961 · LCCN (EN) n85279644 · GND (DE) 104066873 · BNE (ES) XX1776023 (data) · BNF (FR) cb14785700q (data) |